# Timbuka meridiana
Timbuka meridiana là một loài nhện trong họ Anyphaenidae.
Loài này thuộc chi Timbuka. Timbuka meridiana được Ludwig Carl Christian Koch miêu tả năm 1866.